# Steven Thomson
Steven Thomson (Glasgow, 23 januari 1978) is een Schotse voormalig voetballer (middenvelder). Hij speelde onder meer voor Crystal Palace FC, Falkirk FC en St. Mirren FC.